# Index ekonomické svobody
Index ekonomické svobody (anglicky Economic Freedom of the World) je každoroční index publikovaný každoročně kanadským Fraser Institutem a spolupublikovaný think-tanky zapojenými do Economic Freedom of the World Network, v Česku žebříček publikuje Institut liberálních studií.
První vydání z roku 1996 měřilo ekonomickou svobodu v letech 1975, 1980, 1985, 1990 a 1993–1995. Předmluvu k němu napsal Milton Friedman, jenž se na vývoji tohoto žebříčku významně podílel.
Fraser Institute společně s dalšími think-tanky nyní publikuje žebříček každoročně. Pro vyšší spolehlivost zobrazuje data s dvouletým zpožděním, takže žebříček vydaný v roce 2023 zobrazuje pro všechny země data z roku 2021. Žebříček prochází vývojem (přidávání nebo odebírání sledovaných dat) a prochází zpětnými revizemi, aby bylo možné konstruovat časové řady a pozorovat posun zemí k vyšší nebo nižší ekonomické svobodě.
Žebříček zkoumá pět hlavních kategorií:
- velikost vlády
- právní systém a vlastnická práva
- zdravé peníze
- svoboda mezinárodního obchodu
- regulace

Tyto kategorie se dále dělí na 25 subkategorií (a ty se dále dělí na 45 konkrétních sledovaných dat), metodologie je podrobně vysvětlena v příloze indexu. V posledním vydání z roku 2023 je zkoumáno 165 zemí světa. Institut veřejně deklaroval, že nadále hodlá separátně hodnotit Hongkong – jenž byl do roku 2022 vždy na prvním místě – a „měřit propad Hongkongu do tyranie a absolutismu“.

## Index ekonomické svobody od Heritage Foundation
Jiný žebříček ekonomické svobody publike americká konzervativní The Heritage Foundation a publikovaný v The Wall Street Journal, který měří míru ekonomické volnosti v zemích světa. Tvůrci indexu tvrdí, že zvolili přístup inspirovaný Adamem Smithem v jeho knize Bohatství národů, že „základní instituce, které chrání svobodu jednotlivců při prosazování svých vlastních ekonomických zájmů, vedou k větší prosperitě pro širší společnost“.
Index obsahuje čtyři hlavní kategorie zkoumaných faktorů. Každý faktor měří na stobodové stupnici.
- vláda práva
- velikost vlády
- regulatorní efektivita
- otevřené trhy

Tyto kategorie se dále dělí na dvanáct subkategorií, metodologie je podrobně vysvětlena v příloze indexu. V posledním vydání z roku 2023 je zkoumáno 184 zemí světa.